# Santo Domingo
Santo Domingo de Guzmán er Dominikanske Republiks hovedstad. Byen har 1.128.678(2021)indbyggere og ligger ved det Caribiske Hav, ved mundingen af floden Ozama.

## Historie
Byen blev grundlagt som Santo Domingo de Guzmán mellem 1496 og 1498, af Bartolomeo Columbus (Bartolomé Colón), bror af Christoffer Columbus. Den lå oprindeligt på den østlige bred af Ozama, men blev udvidet til at omfatte den vestlige bred i 1502.
I 1538 begyndte man opførelsen af det ældste universitet i "Den nye verden". Det fik navnet Santo Tomás de Aquino efter Sankt Thomas Aquinas, og eksisterer i dag som Universidad Autónoma de Santo Domingo (UASD). I 1990 blev byens koloniale bydel optaget på UNESCOs verdensarvsliste.